# Risate di gioia
Risate di gioia è un film del 1960 diretto da Mario Monicelli.
Il film vede protagonisti Totò e Anna Magnani; questo è l'unico film in cui recitano insieme. Il soggetto è tratto da due novelle, Le risate di gioia e Ladri in chiesa, pubblicate nei Racconti romani di Alberto Moravia.

## Trama
Gioia e Umberto si conoscono da vent'anni. Lei fa la generica a Cinecittà, mentre lui vive di espedienti (in particolare inscena finti incidenti per riscuotere l'assicurazione infortuni, da cui appunto trae il soprannome di Infortunio). La notte di Capodanno lei viene invitata ad un cenone con amici, i quali però superstiziosamente non vogliono passare la festa in tredici: la lasceranno sola in piazza Esedra, avendo scoperto che con lei sarebbero stati appunto in tredici. Umberto invece viene coinvolto quale spalla di un ladruncolo, Lello, che, pressato dai debiti, vuole derubare i distratti partecipanti alle feste della notte di Capodanno.
I due si incontrano casualmente proprio al veglione scelto da Lello per il suo colpo, ma Umberto, che si vergogna, non le confessa il vero motivo per cui si trova lì. Gioia quindi si aggrega a lui e vince un premio alla lotteria della festa: questo dà modo ai due di esibirsi di fronte al pubblico, in un duetto in cui cantano Geppina Gepì, una canzone del varietà, vantandosi di essere grandi artisti d'avanspettacolo. Pressato dalle insistenze di Lello, che vuole a tutti i costi rubare qualcosa, Umberto cerca di sfuggirgli, allontanandosi assieme all'ignara Gioia.
Vagando per le strade, i due incontrano per caso in un ristorante gli amici di Gioia e si uniscono al loro cenone. Qui, però, lei scopre con sgomento il motivo per cui era stata dapprima invitata e poi abbandonata, mentre lui viene ritrovato da Lello, che lo pressa affinché lo assista nei furti. Se ne vanno entrambi e Lello fa in modo di liberarsi di Gioia, facendola salire da sola sulla metropolitana, che la porterà nel lontano deposito.
Lello ed Umberto entrano in un altro veglione e qui si accordano con due figuri, Milena ed il suo sfruttatore-fidanzato, per derubare un ricco americano, visibilmente ubriaco, che la ragazza è riuscita ad agganciare. Gioia, dopo essere fortunosamente rientrata in città, li incontra di nuovo e, sempre ignara del vero ruolo di Umberto, se ne va in auto, inseguita dai quattro, con il ricco americano. Costui la conduce alla fontana di Trevi nella quale vuole fare il bagno, per cui inizia a spogliarsi, ma Gioia chiama la polizia che arresta l'americano.
Svanita anche questa possibilità di furto, Lello ed Umberto si ritrovano nuovamente a vagare assieme a Gioia per la città in festa. Dopo aver simulato un incidente, vengono ospitati in un'elegante villa nella quale è in corso un veglione di facoltosi tedeschi e dove Lello adocchia numerosi oggetti preziosi da rubare. Inizia a fare la corte a Gioia, con l'obiettivo di usare la sua borsa per poter portare fuori la refurtiva. La donna ingenuamente accetta quelle avances, nonostante gli avvertimenti di Umberto che la mette in guardia sulle reali intenzioni di Lello sino al punto che tra di loro nasce una colluttazione, in seguito alla quale la refurtiva viene scoperta. I tedeschi li cacciano quindi tutt'e tre in malo modo dalla villa.
All'alba Lello, frustrato per tutti gli insuccessi, litiga con Gioia e se ne va. La donna ed Umberto, per ripararsi da un improvviso rovescio, entrano in una chiesa. Qui Gioia rivede Lello in ginocchio davanti all'immagine della Madonna e si illude che egli sia lì per pregare, ma poi si accorge che invece lui ha appena rubato la preziosa collana che adorna la statua. Gioia inorridisce per il sacrilegio e blocca Lello, che però riesce a fuggire, mentre sarà proprio lei ad essere accusata del furto.
Gioia esce dalla prigione otto mesi dopo, il giorno di Ferragosto. Ad aspettarla c'è Umberto. I due, senza un soldo, si avviano a piedi per il Lungotevere fantasticando ancora di improbabili successi nello spettacolo.

## Produzione

### Genesi del film
Secondo Matilde Hochkofler Risate di gioia nasce da una vertenza giudiziaria: nel febbraio 1959 la Magnani citò in giudizio il produttore Sandro Pallavicini chiedendo un risarcimento di 59 milioni di lire per via di un contratto del 1956 non rispettato. 

Mario Monicelli, regista di Risate di gioia

I due poi si accordano per la realizzazione di un film intitolato Il pulcino che, però, non fu ritenuto commercialmente valido e fu sostituito dal soggetto di Risate di gioia. Dopo molti rinvii, dovuti anche agli impegni americani della Magnani, il film fu infine realizzato nel 1960.
Inizialmente per la regia si pensò a Comencini, che però alla fine rifiutò. Mentre gli interni del film furono prodotti presso gli stabilimenti Titanus, gli esterni furono quasi interamente girati di notte (a parte le scene finali sul Lungotevere). Le riprese erano iniziate il 3 maggio 1960 e durarono circa 40 giorni, ma il lavoro della troupe fu rallentato da un incidente occorso alla Magnani che si ruppe un braccio durante le riprese ambientate nella chiesa di S. Andrea della Valle (una delle ultime scene della pellicola) e dovette stare ferma per circa 15 giorni.

### Cast
Fu la stessa Magnani a suggerire che il ruolo del ladruncolo Lello fosse affidato a Ben Gazzara, un giovane attore di origini italiane che lei aveva conosciuto ad Hollywood.
Inizialmente Anna Magnani non voleva fare coppia con Totò. «Quando dissi alla Magnani – ha raccontato il regista Mario Monicelli - che per il ruolo del suo compagno avevo pensato a Totò (…) lei non lo voleva assolutamente…. Fu una cosa abbastanza spiacevole, perché pensava che questo l'avrebbe squalificata».
Secondo Giancarlo Governi «l'atteggiamento della Magnani è comprensibile: lei ha appena vinto un Premio Oscar, Totò invece è rimasto legato ad un cinema che viene considerato provinciale». I due attori avevano lavorato a lungo insieme nel varietà, anche nel periodo anteguerra ed il duetto di Geppina Gepì – una scena girata nel Casinò di Anzio - è un omaggio a quel loro periodo, di cui però non sono purtroppo rimaste testimonianze visive.

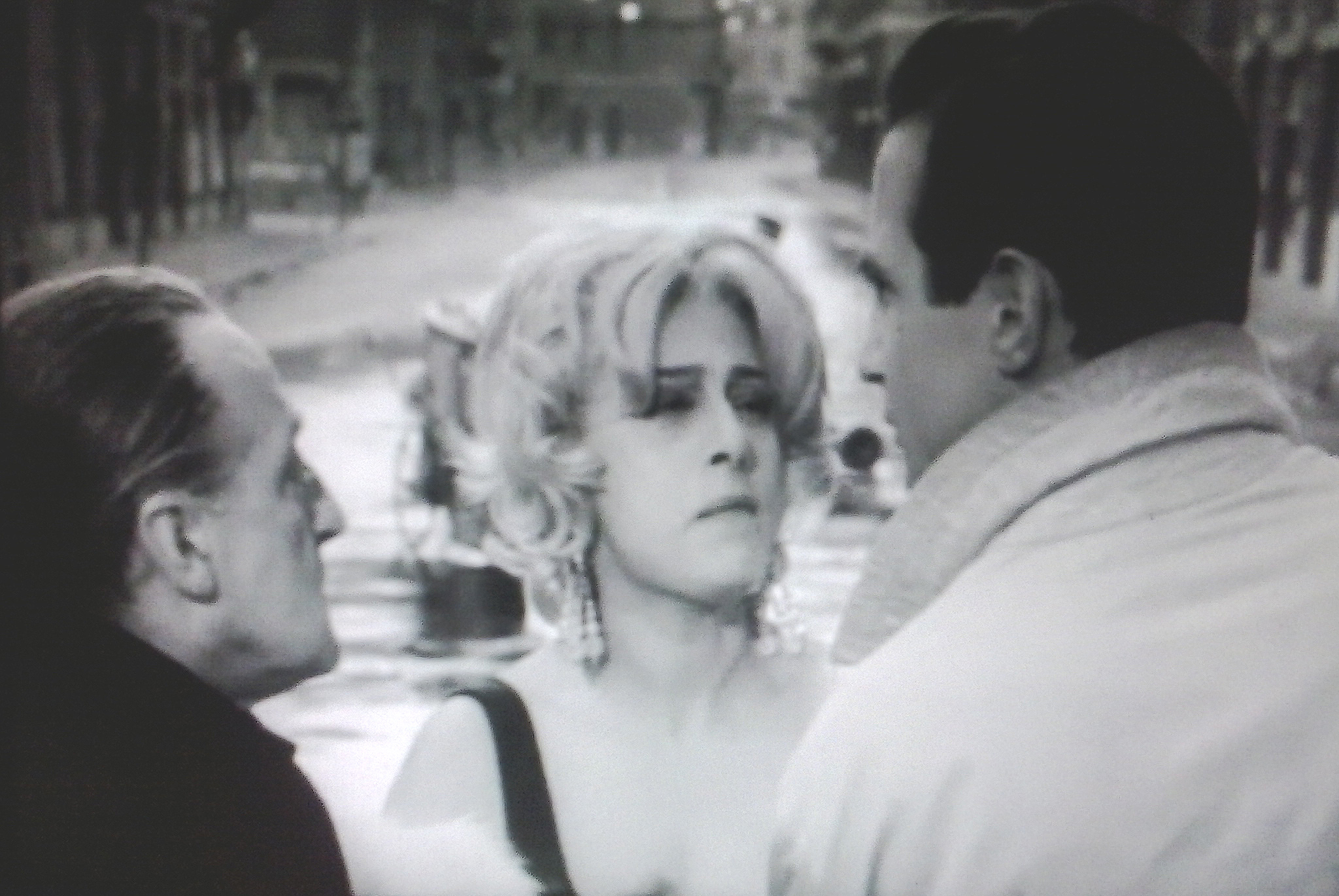
Totò, Anna Magnani e Ben Gazzara in una delle scene finali del film

Nonostante le resistenze iniziali della Magnani, i due attori lavorarono poi di buon accordo. «Tra Anna Magnani e Totò – ha raccontato Furio Scarpelli, uno degli sceneggiatori - c'era una gara benevola, senza alcuna malignità, a chi diceva più battute».

## Incasso
Risate di gioia incassò 206 milioni di lire. Dal punto di vista commerciale, quindi, l'opera non ebbe successo. La stessa Magnani lo ritenne « [...] un film brutto, sbagliato. Avevo accettato con Monicelli di fare la parte della buona; è venuto fuori Risate di gioia, un film anche commercialmente sbagliato (…)». L'artista rifiutò però di figurare quale responsabile dell'insuccesso: «in Italia c'è uno strano sistema: quando il film non viene la colpa è dell'attrice».
Secondo Monicelli (che arrivò a girare questa pellicola dopo il notevole successo ottenuto con I soliti ignoti nel 1958 e La grande guerra nel 1959) «la Magnani era un grande nome, però la gente non l'andava a vedere. Totò al contrario aveva un pessimo nome però la gente entrava nei cinema. Il pubblico era un po' prevenuto nei confronti della Magnani; aveva fatto dei film in America che avevano deluso la gente…».

## Critica
Anche la critica, così come il pubblico, accolse il film con qualche riserva, pur riconoscendo il valore degli interpreti. «Un onorevole, decoroso infortunio di Monicelli che dosa comicità ed amarezza, crepuscolarismo e satira di costume, con abilità» scrisse Morandini.
Leo Pestelli lo definisce un «sapido film dalla superficie comica e dal fondo amaro [...] Magnani bravissima nel dare patetico colorito al personaggio. Totò tratteggia con misura la sua umana macchietta di vinto. Ma il film, se ha l'intarsio e molte volte la vena de I soliti ignoti, non ne ha però la snellezza e da un episodio all'altro lascia penetrare un che di macchinoso e faticoso».
Per il Corriere della Sera «il film ha capitoli di diseguale riuscita: azzeccata la parte iniziale [...] più forzata la seconda. Primeggia naturalmente la Magnani. Quanto a Totò il personaggio si sarebbe prestato ad un personaggio più differenziato». «Una favola di Capodanno - lo definisce A.S. sul Corriere di Informazione del 14 ottobre 1960 malinconica ed un po' amara. Così per ridere il film riesce persino a far pensare, anche se spesso si limita alla enunciazione ed alla battuta. Interpretazione magnifica della Magnani; Totò nella luce bianca di Ferragosto, con la paglietta in testa, assomiglia a Trilussa».

## Sviluppi successivi
La scena del duetto Totò - Magnani con la canzone Geppina Geppì fu selezionata per un film di montaggio del 1975, revival degli anni '50.
Dopo 53 anni dall'uscita, il 9 dicembre 2013, il film è tornato in sala, in una versione completamente restaurata, realizzata dalla Cineteca di Bologna, dalla Titanus e da Rai Cinema.